# La Chapelle-du-Genêt
La Chapelle-du-Genêt korábbi község Franciaország Loire mente régiójában, Maine-et-Loire megyében. 2015. január 1-jén kilenc másik korábbi községgel egyesült és Beaupréau-en-Mauges új község része lett.
Lakosainak száma 1201 fő (2018. január 1.). La Chapelle-du-Genêt Andrezé, Le Fief-Sauvin, Saint-Philbert-en-Mauges, Villedieu-la-Blouère és Beaupréau községekkel határos.

## Népesség
A település népességének változása:
| Lakosok száma | 689  | 722  | 919  | 924  | 1002 | 1212 | 1186 | 1216 | 1236 | 1201 |
|               | 1962 | 1968 | 1982 | 1990 | 1999 | 2008 | 2011 | 2013 | 2017 | 2018 |